# Slovenska abecedna vojna
Slovenska abecedna vojna ali črkarska pravda je bila črkopisna, jezikoslovna in kulturno-literarna polemika, ki je potekala od leta 1831 do leta 1833. To je bil boj med dvema strujama, ki sta v začetku 19. stoletja zagovarjali vsaka svojo pisavo. Potekala je med zagovorniki in nasprotniki metelčice, nove pisave, s katero je poskusil Franc Metelko, ki je bil Kopitarjev učenec, nadomestiti do tedaj veljavno bohoričico.
Potrebo po novi pisavi so uvideli tudi Marko Pohlin, O. Gutsman in Valentin Vodnik, najmočneje pa jo je poudaril prav Jernej Kopitar v svoji slovnici leta 1809, kjer je terjal za Slovence in Slovane sploh popoln in razumen črkopis, ki bi 20 črkam latinice dodal še 9 novih. Nanj se je po Petru Dajnku, ki je leta 1824 predložil svoj črkopis, oprl Franc Metelko s svojo slovnico. V njej je latinico dopolnil s cirilskimi črkami tako, da bi vsak glas imel svoj posebni znak.
Tako sta nastali dve novi pisavi, metelčica (Franc Metelko) in dajnčica (Peter Dajnko), metelčico je, čeprav z njo nezadovoljen, zagovarjal tudi Jernej Kopitar. Boj zoper metelčico se je začel leta 1831, potem ko je Metelko izdal slovnico v novi šolski izdaji. Kmalu zatem sta se v boj proti novi pisavi vmešala France Prešeren in Matija Čop.

## Potek abecedne vojne
Tedanji mlajši rod je želel svoja romantična načela izražati ne samo v znanosti, temveč tudi v poeziji. Po Vodnikovi smrti niso imeli Slovenci nobenega časopisa ali pesniškega zbornika, v katerem bi lahko slovenski pesniki in pisatelji pisali svoja dela. Prav zato so želeli mladi, kot so Janez Cigler, Ignacij Holzpfel in Frančišek Andriolli, ustvariti nov časopis. 
Leta 1824 so začeli z literarno-znanstvenim slovenskim listom Slavinja, vendar za njegovo izhajanje niso dobili potrebnega dovoljenja. Nato so se mladi pesniki leta 1830 združili okrog Matije Čopa in Franceta Prešerna ter pod uredništvom Mihe Kastelca začeli izdajati pesniški zbornik Krajnska  čbelica. Zadela je na precejšen odpor Kopitarja, ki je bil v tistem času navdušen le za srbsko poezijo zaradi tesnega sodelovanja z Vukom Karadžićem. Tako sta trčila nazor mladih in starih, ki so imeli v svojih rokah cenzuro, drug ob drugega.
V Ljubljani je bil revizor knjig janzenist Pavšek, na Dunaju pa je cenzorske posle opravljal Jernej Kopitar. V tistem času Prešeren izda dialoško satiro Novo pisarijo, s katero je osmešil tedanje prevladujoče pojmovanje, naj bo poezija poučna, utilitarna in tudi poglavitne zagovornike takšnega mišljenja predvsem Kopitarja. Pravi boj z le-tem se je začel leta 1833, ko je Matija Čop, duhovni vodja Čbelice, napadel metelčico. In tako se je vnel abecedni boj, ki ga je sprožil že prej sam Kopitar s tem, ko je izdal slovnico. Kopitar je zagovarjal načelo, naj vsakemu glasu ustreza ena sama črka, brez kakršnih koli znamenj, kar pomeni, da bi latinski abecedi bilo potrebno dodati za slovenske glasove le nekaj novih črk, ki jih latinica nima. Te naloge se je tudi lotil skupaj z Dobrovskim, začetnikom slavistične vede. Lotili so se je še nekateri drugi, predvsem janzenisti in Metelko. Tej so segli še na druga področja. Nasprotnikom, ki so se bojevali proti nepraktični, okorni in grdi metelčici, so prisojali nečedne namene in jih dolžili, da je njihov boj naperjen proti duhovščini in veri.
Februarja 1833 je v tedniku nemško Illyrisches Blatt (po slovensko Ilirski list) izšel Čopov nemški prevod kritike, ki jo je napisal češki pesnik Čelakovsky o prvih treh zvezkih Čbelice. Da bi Čop vse skupaj še malo zagrenil je dodal še nekatere svoje dostavke o neprikladnosti metelčice. Zatem je Čop napisal še več člankov z naslovom nemško Slowenischer ABC-Krieg po slovensko slovenska abecedna vojna kot odgovor nasprotnikom. Odgovarjali so mu Metelko in drugi, med njimi je bil tudi Kopitar. Vse članke je Čop zbral v nemški knjižici italijansko Nuovo discacciamento di lettere inutili v slovenščini Novo preganjanje nekoristnih črk.
Čop je v svojih člankih o metelčici zastopal stališče, naj slovenski črkopis upošteva splošne značilnosti slovenskega jezika in ne samo posebnosti enega narečja. In prav to je s svojimi znanstveno utemeljenimi spisi tudi dosegel. Metelčica je bila prepovedana, še naprej je ostala v uporabi bohoričica, zatem pa jo je zamenjala gajica.